# 金縛り

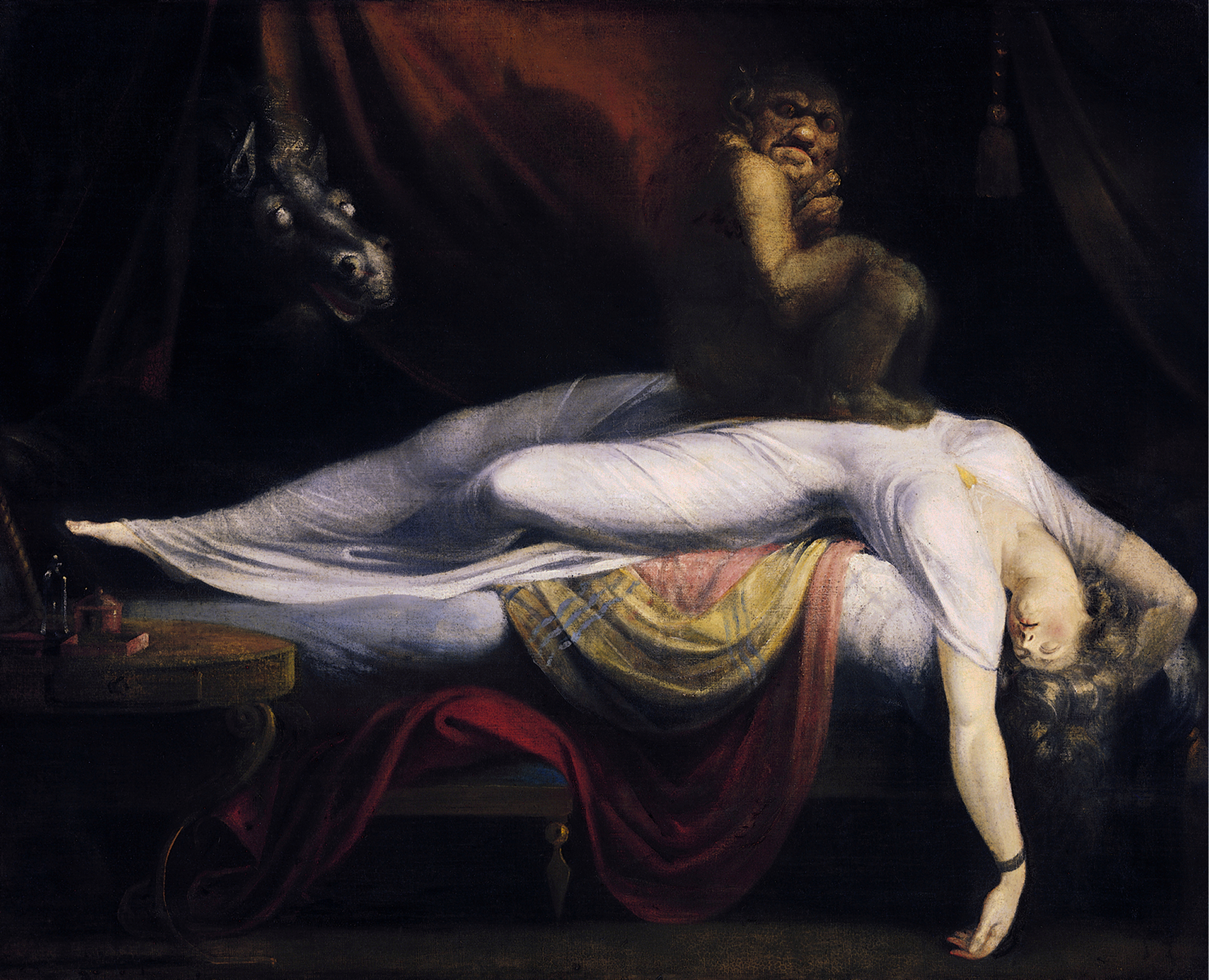
ヨハン・ハインリヒ・フュースリーによる『夢魔』（1781年）。西洋においても、金縛りを悪魔の仕業と考える人々がいた。

金縛り（かなしばり、英語: sleep paralysis）は、主に就寝中、意識がはっきりしていながら身体を動かすことができない症状を指す。身体が締め付けられるような感覚からこう呼ばれる。また合わせて浮遊感、耳鳴り、くすぐられている感覚があったりするものもある。
本来は仏教用語であり、その転用である。不動明王が持つ羂索（けんさく）の威力により、敵や賊（転じて煩悩）を身動きできないようにする密教の修法である「金縛法」（きんばく・かなしばりほう）を由来とする。

## 概要
医学的には睡眠麻痺と呼ばれる、睡眠時(レム睡眠時)の全身の脱力と意識の覚醒が同時に起こった状態である。全身の脱力により麻痺している事は自然な状態であり、意識の覚醒が起きてしまっているのが本当の異常である。思春期に起こりやすく、仰向けの姿勢、不規則な生活、寝不足、過労、時差ぼけやストレスなどから起こるとされる。
意識が覚醒しない状態で睡眠麻痺が解けてしまい、夢の通りに体が動いてしまう事が、レム睡眠行動障害である。
脳がしっかり覚醒していないため、人が上に乗っているように感じる、自分の部屋に人が入っているのを見た、耳元で囁かれた、身体を触られているといったような幻覚を伴う場合がある。これは夢の一種であると考えられ、幽霊や心霊現象と関連づけられる原因になっている。
ただし金縛りの起きる状態がほとんど就寝中であることから、学者の説明は睡眠との関係についてである。覚醒状態においての「金縛り」というものについては科学的にはほぼ未解明であり、精神的なものに起因するとされることも多い。霊的なものを信じていない人の場合は、宇宙人に何かをされたなどという形式の認知になるという説がある。
金縛りは人類一般に見られる現象だが、各国の研究結果では国やエリアによって出現頻度にばらつきがあり、金縛りを夢の一種として認識する傾向のある北米エリアでの出現率は低く、金縛り現象に特定の名前がある国々では出現率が高い。日本の調査でも「金縛り」を「一時的な麻痺」と言い換えて質問した場合、出現頻度が25パーセント低下した調査結果があり、金縛り体験は認知的枠組みによる影響が大きい現象と言える。

### 金縛りの前兆
金縛りはいきなり起こるわけではなく、前兆がある。およそ1～3キロヘルツ (kHz) の「ジーン、ジーン」「ゴーン」または「ザワザワー」というような幻聴と、強い圧迫感を伴う独特の不快な前駆症状の数秒後～数分後に、全身の随意運動が不可能となる。但し、この状態で意識が覚醒し予兆を感じた場合、無理に身体を動かすよう努める事により金縛りにならずに回避できる。しかし、前駆症状に気づいた時点で金縛りを回避しようと試みても、ほとんどの場合そのまま金縛りへと移行する。症状は数秒で収まるものから、30分以上に及ぶものもある。また、金縛りが解けてもすぐに前駆症状が現れ、再発することも多く、睡眠の妨げになることも多い。

### 金縛りの種類
金縛りには、大きく分けて、閉眼型と、開眼型の二種類が存在する。ほとんどは前者のもので、実際には閉眼しているにもかかわらず、金縛りがかかる直前の室内の風景や、普段の室内の記憶が鮮明な夢となって映し出される。しかし、本人が閉眼型だと認知していない場合がほとんどである。閉眼型の特徴として、霊などの幻覚が見えたりし、恐怖感を強く感じる場合が多いことが挙げられる。ちなみに、体外離脱はこれに分類され、思春期の女性に多い。
まれに開眼した状態での金縛りも存在する。開眼型の金縛りの特徴として、全身の随意運動を奪われるものの、嗅覚、聴覚、視覚（ただし多くの場合で眼球運動は不可能）、もしくは不随意が鮮明であり、金縛り状態のままテレビの視聴や車窓からの風景を鮮明に見ることも可能である。

### 科学的な金縛りの理由
睡眠障害のひとつであるナルコレプシーは、睡眠発作、脱力発作、睡眠麻痺、入眠時幻覚の4つの症状から構成される。このうち、睡眠麻痺、入眠時幻覚は人々が金縛りと呼んでいる現象と同一のものと考えられ、健常者でも一定の条件で発生する。睡眠にはレム睡眠とノンレム睡眠があり、レム睡眠では目が覚醒時と同様の早さで動き、姿勢を維持する筋活動が極端に低下する。通常、人は寝入ると1時間程度のノンレム睡眠を経てからレム睡眠に移行するが、ナルコレプシー患者には覚醒状態から直接レム睡眠に移行する入眠時レム睡眠という睡眠パターンがあり、この時に睡眠麻痺、入眠時幻覚を体験するという。
入眠時幻覚は通常夢見体験として感じられる主観体験が、覚醒状態の意識と連続して感じられるために発生すると説明されている。金縛りがナルコレプシーと同様の生理でおきるとするならば、夢見体験が不十分な脳の活性化によって起きる仮想体験であるのに対し、金縛りの入眠時幻覚は脳の活性が高い状態で起きる完成度の高い仮想体験と言える。また、金縛りに伴う恐怖感は、レム睡眠中に活性化する扁桃体によって喚起されると考えられる。
金縛りは、普段余り運動しない者が突然運動を行った場合などに起こりやすくなる。特に有酸素運動は金縛りを誘発しやすい。過酷な有酸素運動をしているスポーツ選手の中には、毎日のように金縛りに掛かる者も多い。また、旅行の移動中や宿泊地での金縛りも多い。これは、移動によって身体が疲弊しているのに対し、環境の変化などにより脳が興奮していることが影響している。その他、ストレスや肉体疲労が金縛りを引き起こすこと、体質的に金縛りに掛かりやすい（特に寝入りの悪い人）、事前に「このホテルは（幽霊が）出るらしいよ」などという噂話を聞く、就寝前に交感神経を刺激する行為を行う（例えば寝る直前に暗い部屋でスマートフォンの明るい画面を見続けた後に入眠しようとする）など、様々な理由がある。現在は金縛りの研究も進んでおり、閉眼型の金縛りは睡眠中に何度も起こすようなストレスを与えることで人工的に作り出すことも可能である。
レム睡眠時は脱力が起き、仰向け時に舌が下がり上気道を塞ぐため息苦しくなる。横向き寝の時は起こらない。

## 世界各国における金縛り
古来から世界各地で睡眠麻痺に関するさまざまな説明が伝わっている。代表的なものを以下に挙げる。
- ラオスでは、睡眠麻痺は「ピー・ナム」として知られていた。これは睡眠中に幽霊のようなものが現れる夢を見て、幽霊が自分を押し付けているか、あるいは幽霊がすぐ近くにいるといったものである。通常、体験者は自分が目覚めているが、動くことはできないと感じている
- 中国では、睡眠麻痺は「被鬼壓」あるいは「鬼壓床」として知られる。これは文字通り訳せば「幽霊に抑えつけられた身体」あるいは「幽霊に抑えつけられた寝床」という意味になる[5]。また、中国の少数民族であるミャオ族の文化では、睡眠麻痺は「圧しつぶす悪魔」（dab tsog）と呼ばれていた。睡眠麻痺の体験者はよく子供ぐらいの動物が自分の胸の上に乗っていると主張した。
- ベトナムでは、睡眠麻痺は「マ・ブ」（ma đè）と呼ばれ、これは「幽霊に抑えつけられた」ことを意味する。ベトナムの人々は幽霊が身体のなかに入り込み、それが麻痺状態を起こすと考えていた。
- 日本における「金縛り」という語は、時に英語圏の研究者によって学術論文などで使われることもある。
- フィジーでは、睡眠麻痺は「カナテボロ (kana tevoro)」と呼ばれ、これは「悪魔に食べられる」ことを意味する。
- ハンガリーの民俗文化では、睡眠麻痺は "lidércnyomás" ("lidérc"の圧力) と呼ばれ、"lidérc" (生霊)、 "boszorkány" (魔女)、 "tündér" (妖精) 、あるいは "ördögszerető（悪魔の恋人）" などの超自然的存在によって引き起こされると考えられていた[6]。 "boszorkány" という単語はトルコ語の「圧しつける ("bas-")」という意味の語幹からきている[7]。
- アイスランドでは、睡眠麻痺は通常「マラが来た」と呼ばれていた。マラとは古いアイスランド語で雌馬をさすが、これは悪魔のようなもので人間の身体の上に乗り、その人を窒息させようとするものと信じられていた。
- クルド人は睡眠麻痺を「ノッタカ」と呼んでいる。彼らは何物かが幽霊か悪い精の姿となって人の上に現れ、窒息させようとするのだと信じていた。
- ニューギニアでは、この現象は「スク・ニンミヨ」として知られる。これは神聖な樹木が、自分の寿命を延ばすため人間のエキスを吸い取ろうとしているためと考えられた。神聖な樹木は通常は人に知られないよう夜にエキスを吸い取るのだが、たまに人間がその最中に目を覚ましてしまい、そのために麻痺が起こるのだと考えていた。
- トルコでは、睡眠麻痺は「カラバサン（暗闇の抑圧者・襲撃者）」と呼ばれていた。これは睡眠中に人々を襲う生き物と考えられていた。
- メキシコでは、睡眠麻痺は「セ・メ・スビオ・エル・ムエルト (Se me subió el muerto)」と呼ばれていた。これは「死人が乗り移った」ことを意味し、死んだ人の魂が人間に乗り移り、動きを妨害することによって起こるのだと信じられていた。
- アメリカ南部の多くの地域では、この現象は "hag" (魔女) と呼ばれ、通常なにか悪いことが起こる前兆と考えられた。
- 「オグン・オル」とはナイジェリア南西部ヨルバ地方で睡眠障害の原因とされている。オグン・オル（夜の争い）は夜間での強烈な妨害をともなっており、この文化ではこれは悪魔が夢を見ている人間の身体と精神に入り込むものとして説明される。オグン・オルは女性の方が起こりやすいとされており、これは地上の配偶者と“霊的な”配偶者の不和によるものと考えられた。この状態はキリスト教の宣教師か、あるいは伝統的な呪術師が悪魔払いをすることで取り除けると信じられていた[8]。
- ジンバブエのショーナ文化においては、「マッジキリラ」という単語が使われる。これは何かが非常に強く圧しつけている状態を指し、ほとんどの場合これはなにかの霊、とくに邪悪な霊が人間をコントロールしてなにか悪い事をしようとしているとみなされていた。人々が信じるところによれば、魔女にはこういった能力があり、そのため魔女はしばしば人の魂をつかってその人の親戚にとりつくとされた。
- エチオピアの文化では「ドゥカック」という単語が使われる。ドゥカックは人が眠っている間にとりつくなにかの悪い霊と考えられていた。また睡眠麻痺は麻薬の一種である「カット (en:Khat)」の使用とも関連しているとされた。「カット」を使用していた者の多くは、長い間使っていたカットをやめた後に睡眠麻痺を経験したという。
- いくつかの研究によると、アフリカン・アメリカンの人々は睡眠麻痺にかかりやすい傾向があるという[9]。これらは「魔女が乗っている」とか「haintが乗っている」と呼ばれている。また、ほかの研究によると、頻繁に（月に一度以上）睡眠麻痺にかかるアフリカン・アメリカンの人は「睡眠麻痺障害」があるとされ、このような人々は平均的な人よりもパニック障害にかかりやすい傾向があるという[10] 。これらの結果はほかの独立した研究者によっても確認されている[11][12]。